# Ланрезак, Шарль
Ша́рль Ланреза́к (фр. Charles Louis Marie Lanrezac; 30 июля 1852 — 18 января 1925) — французский военный деятель, дивизионный генерал (1911), участник Франко-прусской и Первой мировой войн.

## Биография
В 1871 году окончил Сен-Сирскую военную школу, затем Академию Генштаба (1879). Служил в пехоте, участвовал во франко-прусской войне. Принимал активное участие в разработке французской военной доктрины. С 1912 года командир армейского корпуса.
С началом Первой мировой войны, в августе 1914 года Ланрезак назначен командующим 5-й армией. Участвовал в Пограничном сражении против германских войск. С 20 августа 5-я армия Ланрезака участвует в ожесточенных боях у Шарлеруа. После нескольких дней упорных боев, 24 августа армия Ланрезака была вынуждена отступать. После неудачи у Шарлеруа, Ланрезак был смещен с поста командующего 5-й армией и назначен инспектором пехоты. В августе 1917 года уволен в отставку по возрасту. Автор мемуаров «План французской кампании и первые месяцы войны» (1920).